# Cryptographis elealis
Cryptographis elealis là một loài bướm đêm trong họ Crambidae.